# BBC Parliament
BBC Parliament — британский телеканал BBC, созданный с целью освещения парламентской и законодательной власти Великобритании и Европарламента. Он транслирует в прямом эфире и в записи заседания Палаты общин и Палаты лордов, специальных комитетов при парламенте Великобритании; заседания парламентов Шотландии, Северной Ирландии и Уэльса, а также и трансляции с Главного синода Англиканской церкви. BBC Parilament также транслирует заседания Европарламента и конференции основных политических партий Великобритании. Аудитория телеканала составляет в среднем 1,2 % (при условии, что население смотрит хотя бы один раз в неделю телеканал в течение более чем трёх минут); в среднем население смотрит телеканал чуть более двух часов в неделю.

## История
Изначально телеканал носил название The Parliamentary Channel, руководство осуществляла компания United Artists Cable. Он относился к кабельным телеканалам и был запущен 13 января 1992 года.
Выкуплен BBC в 1998 году и получил своё современное имя. Запуск телеканала под именем BBC Parliament осуществился 23 сентября 1998. Вещание осуществляется последствием кабельной сети, спутникового телевидения; также канал входит в бесплатный пакет BBC. До 14 ноября 2000 канал выполнял обязанности аудиосопровождения. По причине ограничения цифрового наземного телевещания (в Британии это сеть Freeview) вплоть до 30 октября 2002 канал являлся так называемым «аудиоканалом», с октября 2002 по 13 ноября 2006 аудиозапись сопровождалась картинкой, составлявшей не более четверти от площади экрана. Однако BBC получила в свой адрес тысячи возмущённых писем и e-mail сообщений, в которых выражалось недовольство тем, что из трансляции вырезались моменты, когда вопросы задавали сами члены парламента. После этого в BBC решили сделать телеканал полноформатным.
До 2008 года вещание осуществлялось не по стандартам BBC: основная студия располагалась в Вестминстере на территории ITV (аналогично поступал ранее телеканал CBeebies, пока не переехал в Теддингтон в 2008 году). Однако сеткой телевещания, производством и редакторской работой занимались именно журналисты BBC. 20 апреля 2009 телеканал стал полноценной частью BBC, обновил оформление (предыдущее появилось в 2002 году) и начал вещание в полном объёме. На время Олимпийских игр 2008 и 2012 годов телеканал отключался, и тем самым вещание телеканала BBC Three стало круглосуточным на время Игр.
После смерти королевы Елизаветы II BBC Parliament в прямом эфире транслировал все мероприятия, связанные с церемонией прощания с королевой и её похоронами.